# Inconfidentes
Inconfidentes là một đô thị thuộc bang Minas Gerais, Brasil. Đô thị này có diện tích 149,467 km², dân số năm 2007 là 7253 người, mật độ 44,6 người/km².